# Phil Katz
Phillip Walter Katz (3 de noviembre de 1962 – 14 de abril de 2000), fue un programador de ordenadores conocido por ser el creador del formato de compresión de datos ZIP y el autor del programa PKZIP, para la creación de archivos de ZIP que se desarrolló bajo MS-DOS.

## Educación
Phil Katz se graduó de la Universidad de Wisconsin-Milwaukee con un título de licenciatura en ciencias de la computación.

## Desarrollo de software
Su primer producto de compresión fue liberado a mediados de los años 80 con un programa llamado PKARC. PKARC era compatible con el entonces popular ARC, programa escrito por Thom Henderson, fundador de SEA (System Enhancement Associates). ARC fue escrito en C, con código fuente disponible en el BBS de SEA. PKARC, parcialmente escrito en lenguaje ensamblador, es mucho más rápido (en esa época los compiladores no eran tan buenos en optimización, como sí lo serían en el siglo 21). Katz tenía un don especial para la optimización de código. Además de la escritura de código crítico en lenguaje ensamblador, él escribía código en C llevando a cabo la misma tarea en diferentes formas, y a continuación, examinaba la salida del compilador para ver cual había producido el más eficiente código ensamblador. La velocidad de PKARC lo hizo rápidamente más popular que el anterior programa.
Inicialmente sólo liberó PKXARC, un programa de extracción, como freeware. Su mayor velocidad lo ayudó a difundirse muy rápidamente en toda la comunidad BBS. La fuerte reacción positiva y el aliento de la comunidad hizo que Katz primeramente añadiera un programa de compresión, PKARC, y a continuación, hacer su software shareware.

## Controversia y demandas
PKARC, además de duplicar las técnicas de compresión utilizado en ARC, añade un nuevo algoritmo que produce archivos más pequeños. Sin embargo, estos archivos todavía utilizaban la extensión de archivo ". ARC". Esto condujo a la situación en la que los archivos que parecían ser creados por ARC de SEA no pudieran ser leídos por dicho programa. Henderson consideró esto como una apropiación del nombre de la marca registrada de su producto, y demandó a Katz. Katz retiró PKARC del mercado y en su lugar lanzó PKPAK, que fue similar en todo, excepto en nombre y la extensión de archivo utilizados.
SEA pronto descubrió que Katz había copiado cantidades significativas de código fuente distribuido junto con el programa ARC, registrado bajo derecho de autor. Ellos demandaron por violación de marca registrada y violación del derecho de autor. SEA y Katz fijaron, que Katz estaba de acuerdo en cambiar el programa. De acuerdo con peritos contratados por SEA, Katz había copiado el código fuente de ARC a tal punto que inclusive tenía los mismos comentarios y errores ortográficos. La comunidad de BBS, posiblemente debido a pedir de Katz, tomó la demanda como un ejemplo de una gran corporación sin rostro aplastando el pequeño-tipo - aun cuando ambas empresas eran empresas familiares con 5 personas o menos. El fundador de SEA, Thom Henderson, había dicho a los usuarios que hablaron con él en ese momento "no le interesaba" si PKARC se había apropiación indebidamente de marcas y derechos de autor, que sólo quería utilizar el software más rápido para comprimir y descomprimir archivos. 

## PKZIP
Él sustituyó PKARC con PKPAK, y poco después de eso, con el nuevo y completamente reescrito PKZIP. Liberado como shareware, PKZIP comprimía mejor y más rápido que ARC. Katz mantiene el nuevo formato de archivo ZIP abierto. Como resultado de ello, pronto se convirtió en un estándar para la compresión de archivos a través de muchas plataformas.
PKZIP hizo a Katz uno de los más conocidos autores del shareware de todos los tiempos. Aunque su empresa PKWARE se convirtió en una empresa de muchos millones de dólares, Katz es más conocido por su experiencia técnica que por su experiencia en la gestión de una empresa. Su familia le ayudó en la gestión de la empresa, pero finalmente él los despidió cuando le negaron el acceso a los beneficios de la empresa.
Katz se opone categóricamente a Microsoft Windows en los principios de los años 90. Esto provocó que PKWARE perdiera la oportunidad de ser el primero en traer PKZIP a esta plataforma.

## Muerte
Katz tuvo una vida personal muy agitada y combatió el alcoholismo por años. El 14 de abril de 2000, a la edad de 37, Katz fue hallado muerto en una habitación de hotel con una botella vacía de menta Schnapps en la mano. Un informe del médico forense declaró su muerte fue el resultado de una hemorragia aguda de páncreas causada por alcoholismo crónico.